# Physurinae
Physurinae je subtribus orhideja, dio tribusa Cranichideae. Postoji 29 rodova
Podtribus je dobio ime po rodu Physurus, sinonim za Erythrodes.

## Rodovi
Subtribus Physurinae Lindl. ex Meisn.
1. Pachyplectron Schltr. (3 spp.)
2. Microchilus C. Presl (261 spp.)
3. Erythrodes Blume (26 spp.)
4. Goodyera R. Br. (93 spp.)
5. Danhatchia Garay & Christenson (3 spp.)
6. Gonatostylis Schltr. (2 spp.)
7. Halleorchis Szlach. & Olszewski (1 sp.)
8. Platylepis A. Rich. (20 spp.)
9. Schuitemania Ormerod (1 sp.)
10. Orchipedum Breda, Kuhl & Hasselt (4 spp.)
11. Herpysma Lindl. (1 sp.)
12. Hylophila Lindl. (7 spp.)
13. Lepidogyne Blume (1 sp.)
14. Eurycentrum Schltr. (4 spp.)
15. Cystorchis Blume (19 spp.)
16. Ludisia A. Rich. (2 spp.)
17. Dossinia C. Morren (1 sp.)
18. Macodes (Blume) Lindl. (12 spp.)
19. Papuaea Schltr. (1 sp.)
20. Chamaegastrodia Makino & F. Maek. (4 spp.)
21. Cheirostylis Blume (52 spp.)
22. Zeuxine Lindl. (80 spp.)
23. Hetaeria Blume (26 spp.)
24. Rhomboda Lindl. (26 spp.)
25. Vrydagzynea Blume (42 spp.)
26. Odontochilus Blume (72 spp.)
27. Anoectochilus Blume (47 spp.)
28. Aenhenrya Gopalan (1 sp.)